# Thomas F. Bayard
Pour les articles homonymes, voir Bayard.
Thomas Francis Bayard, né le 29 octobre 1828 à Wilmington et mort le 28 septembre 1898 à Dedham, est un homme politique américain. Membre du Parti démocrate, il est sénateur du Delaware entre 1869 et 1885, président pro tempore du Sénat des États-Unis en 1881, secrétaire d'État des États-Unis entre 1885 et 1889 dans la première administration du président Grover Cleveland puis ambassadeur des États-Unis au Royaume-Uni entre 1893 et 1897.

## Biographie
Il est élu membre de l'American Antiquarian Society en 1897.